# CAコロン
クルブ・アトレティコ・コロン（スペイン語: Club Atlético Colón）は、アルゼンチン・サンタフェ州の州都サンタフェを本拠地とするスポーツクラブ。サッカーのほか、バスケットボール、ホッケー、バレーボール、ウォーターポロなどのチームも所有。サッカーはスリーガ・プロフェシオナル（1部）に所属。コロン・デ・サンタフェ (Colón de Santa Fe) とも呼ばれる。ホームグラウンドはエスタディオ・ブリガディエル・ヘネラル・エスタニスラオ・ロペス。
1946年にプリメーラ・ディビシオンに昇格すると、1995-96シーズンまでトップリーグの座を維持した。これまでに3度、プリメーラ・ディビシオンで3位以上の成績を収めた。クラウスーラ1997ではクラブ史上最高位の2位となり、クラウスーラ2000とアペルトゥーラ2009では3位となっている。

## 歴史

### 創設
1905年、学生グループによって設立された。彼らのひとりが「アメリカ大陸発見」の勉強をしており、クリストファー・コロンブスの姓をスペイン語に訳したコロンをクラブ名称に採用した。しかし、1920年までのクラブの存在を証明する映像記録は残っていない。

### 地域リーグと全国リーグ
サンタフェの地域リーグでは14度優勝し、1947年にアルゼンチンサッカー協会に加盟した。何シーズンかは下部リーグで過ごしたが、1965年シーズンにプリメーラB（当時2部）で優勝し、プリメーラ・ディビシオン（1部）昇格を決めると、トップリーグ初参戦となった1966年シーズンを15位で終えた。1967年にはリーグ方式の改革が行われ、1シーズンをメトロポリターノとナシオナル（メトロポリターノの上位クラブのみが出場できる）の2つに分割する方式が採用された。コロンは1968年までナシオナルに出場できず、その後の数シーズンも苦しんだが、ナシオナル1972ではグループ2位となった。1975年は好調で、メトロポリターノでは6位となった。1977年のメトロポリターノでは5位となったが、ナシオナルでは成績不振に苦しんだ。1978年のコロンはナシオナルでノックアウトステージに到達したが、準々決勝でCAインデペンディエンテに敗れた。この時期にはどのシーズンでも少なくとも中位をキープしていたが、1981年のメトロポリターナでは6勝しかできずに降格となった。プリメーラBからの昇格には14年かかり、1995年にようやくプリメーラ・ディビシオン昇格を果たした。何度も昇格に近づいたが、1988-89シーズンは昇格プレーオフでライバルのCAウニオンに2試合合計0-3で敗れ、1992-93シーズンはシーズン優勝決定プレーオフでCAバンフィエルドに敗れて2次プレーオフ出場を逃していた。

### 初の南米カップ戦出場以後
1997年、コパCONMEBOLに参加して初の南米カップ戦出場を果たした。ウニベルシダ・デ・チレ（チリ）が初対戦の相手であり、コロンは勝ち進んで準々決勝に進出したが、CAラヌースとの同国対決に敗れた。クラウスーラ1997では過去最高位の2位でシーズンを終えた。アペルトゥーラ1996とクラウスーラ1997はCAリーベル・プレートが連覇したため、両シーズンの2位同士でプレーオフが行われた。1997年12月に行われたコパ・リベルタドーレスの国内予選ではCAインデペンディエンテに0-1で敗れた。
1997-98シーズンは失望の残るシーズンとなったが、アペルトゥーラ1998では5位となり、クラウスーラ2000では3位となった。1998年にはコパ・リベルタドーレスに初出場し、リーベルが初対戦の相手となった。コロンは決勝トーナメントに進出し、オリンピア（パラグアイ）をPK戦の末に破ったが、準々決勝で再びリーベルと顔を合わせ、2試合合計2-5で敗れた。2001-02シーズン終了後の3年間平均勝ち点（降格判定に使用される）では過去最高の6位となった。2002-03シーズンもその順位を維持し、クラブ史上初めてコパ・スダメリカーナの出場権を獲得した。2003年の同大会ではCAベレス・サルスフィエルド（アルゼンチン）を破ったが、ボカ・ジュニアーズ（アルゼンチン）に敗れた。その後の数シーズンはせいぜい中位どまりであり、2007-08シーズン終了後の3年間平均勝ち点では、降格プレーオフ出場となる17位をかろうじて回避する16位まで落ちた。

## ニックネーム
クラブのニックネームはSabalero（サバレロ：ニシンの意）。これは、コロンの初期のサポーターには慎ましい漁師が多かったことに由来する。彼らは主にサラード川でニシン漁を行なっていた。また、コロンはCementerio de Elefantes（セメンテリオ・デ・エレファンテス：象の墓場）という愛称も持っている。この名前はスタジアムの愛称としても使用されている。1964年に（親善試合で）ペレを擁するサントスFCを撃破するなど、ビッグクラブから金星を挙げることが多いのが愛称の由来である。

## スタジアム
かつては33,500人を収容したエスタディオ・ブリガディエール・ヘネラル・エスタニスラオ・ロペスをホームスタジアムとして使用している。エスタニスラオ・ロペスは1946年にオープンし、2002年に改築された。3度目の改築工事を行って2011年に再オープンし、40,000人以上を収容する国際的なスタジアムに生まれ変わった。CAコロンにとってエスタニスラオ・ロペスは3ヶ所目のスタジアムであり、クラブ創設当初はサンタフェの港湾部にあるグラウンドを使用していた。1925年、港の拡張工事のためにグラウンドを手放し、アルコス・デ・スル・ア・ノルテにあるグラウンドを1938年まで使用した。

## ライバル
コロンの最大のライバルは同じサンタフェを本拠地とするCAウニオンである。このダービー・マッチはクラシコ・サンタフェシーノと呼ばれている。ウニオンは2011クラウスーラ終了後にプリメーラ・ディビシオンに昇格し、2011アペルトゥーラでは10年以上ぶりにダービーが開催された。2012-13シーズン開幕までに79回のダービーが行われており、互いに25勝（引き分けが29試合）している。

## タイトル

### 国内タイトル
- コパ・デ・ラ・リーガ・プロフェッショナル：1回
  - 2021
- プリメーラB・ナシオナル : 1回
  - 1965
- サンタフェ州選手権 : 24回[8]
  - 1913, 1914, 1916, 1918, 1922, 1923, 1925, 1929, 1937, 1943, 1945, 1946, 1947, 1950, 1951, 1952, 1957, 1958, 1968, 1969,
1995, 2000A, 2002A, 2004A
- コパ・デ・オノール・フアン・ドミンゴ・ペロン : 1回
  - 1950[9]

### 国際タイトル
なし

## 近年の成績
| シーズン | シーズン       | ディビジョン      | 順位 | 試合数 | 勝 | 分 | 敗 | 得点 | 失点 | 勝ち点 | 備考                             |
| -------- | -------------- | ----------------- | ---- | ------ | -- | -- | -- | ---- | ---- | ------ | -------------------------------- |
| 2006-07  | アペルトゥーラ | プリメーラ        | 17   | 19     | 5  | 3  | 11 | 20   | 34   | 18     |                                  |
| 2006-07  | クラウスーラ   | プリメーラ        | 7    | 19     | 7  | 7  | 5  | 28   | 24   | 28     |                                  |
| 2007-08  | アペルトゥーラ | プリメーラ        | 15   | 19     | 6  | 4  | 9  | 19   | 22   | 22     |                                  |
| 2007-08  | クラウスーラ   | プリメーラ        | 11   | 19     | 6  | 5  | 8  | 25   | 27   | 23     |                                  |
| 2008-09  | アペルトゥーラ | プリメーラ        | 10   | 19     | 5  | 8  | 6  | 29   | 25   | 23     |                                  |
| 2008-09  | クラウスーラ   | プリメーラ        | 4    | 19     | 10 | 4  | 5  | 29   | 19   | 34     |                                  |
| 2009-10  | アペルトゥーラ | プリメーラ        | 3    | 19     | 10 | 4  | 5  | 27   | 16   | 34     | アペルトゥーラ2000以降の最高順位 |
| 2009-10  | クラウスーラ   | プリメーラ        | 14   | 19     | 4  | 9  | 6  | 20   | 32   | 21     |                                  |
| 2010-11  | アペルトゥーラ | プリメーラ        | 10   | 19     | 7  | 5  | 7  | 21   | 29   | 26     |                                  |
| 2010-11  | クラウスーラ   | プリメーラ        | 16   | 19     | 6  | 3  | 10 | 20   | 27   | 21     |                                  |
| 2011-12  | アペルトゥーラ | プリメーラ        | 5    | 19     | 8  | 7  | 4  | 19   | 15   | 31     |                                  |
| 2011-12  | クラウスーラ   | プリメーラ        | 7    | 19     | 7  | 8  | 4  | 24   | 18   | 29     |                                  |
| 2012-13  | イニシアル     | プリメーラ        | 10   | 19     | 6  | 8  | 5  | 26   | 24   | 26     |                                  |
| 2012-13  | フィナール     | プリメーラ        | 17   | 19     | 5  | 5  | 9  | 20   | 30   | 20     |                                  |
| 2013-14  | イニシアル     | プリメーラ        | 20   | 19     | 3  | 3  | 16 | 8    | 25   | 6[1]   | [1]違反行為により6ポイント減     |
| 2013-14  | フィナール     | プリメーラ        | 7    | 19     | 8  | 6  | 5  | 14   | 13   | 30     |                                  |
| 2014     | -              | プリメーラB ソナA | 1    | 20     | 8  | 7  | 5  | 25   | 15   | 31     |                                  |
| 2015     | -              | プリメーラ        | 19   | 30     | 7  | 13 | 10 | 26   | 31   | 34     |                                  |
| 2016     | -              | プリメーラ ソナ1  | 11   | 16     | 5  | 2  | 9  | 21   | 31   | 17     |                                  |
| 2016-17  | -              | プリメーラ        |      |        |    |    |    |      |      |        |                                  |

## 現所属メンバー
2022年3月27日現在
注：選手の国籍表記はFIFAの定めた代表資格ルールに基づく。
| No. | Pos. |              | 選手名                     |
| --- | ---- | ------------ | -------------------------- |
| 1   | GK   | ウルグアイ   | レオナルド・ブリアン       |
| 2   | DF   | アルゼンチン | ルーカス・アセベド         |
| 5   | MF   | アルゼンチン | トマス・モスチオン         |
| 6   | DF   | アルゼンチン | パオロ・ゴルツ             |
| 7   | MF   | アルゼンチン | マウロ・フォルミカ         |
| 8   | MF   | アルゼンチン | ブリアン・ファリオーリ     |
| 9   | FW   | アルゼンチン | ルーカス・ベルトラン       |
| 10  | FW   | アルゼンチン | ルイス・ミゲル・ロドリゲス |
| 12  | FW   | アルゼンチン | ラモン・アビラ             |
| 13  | DF   | アルゼンチン | ホアキン・ノビージョ       |
| 15  | MF   | アルゼンチン | フアン・サンチェス・ミニョ |
| 17  | GK   | アルゼンチン | イグナシオ・チッコ         |
| 18  | FW   | アルゼンチン | ニコラス・レギサモン       |

| No. | Pos. |              | 選手名                          |
| --- | ---- | ------------ | ------------------------------- |
| 21  | DF   | アルゼンチン | エリック・メサ                  |
| 23  | MF   | アルゼンチン | クリスティアン・ベルナルディ () |
| 24  | DF   | アルゼンチン | ナウエル・ガジャルド            |
| 25  | DF   | ウルグアイ   | ホナタン・サンドバル            |
| 28  | DF   | ウルグアイ   | アンドルー・テウテン            |
| 30  | FW   | アルゼンチン | サンティアゴ・ピエロッティ      |
| 31  | GK   | アルゼンチン | マティアス・イバニェス          |
| 32  | MF   | アルゼンチン | クリスティアン・ベガ            |
| 33  | DF   | アルゼンチン | ファクンド・ガルセス            |
| 35  | MF   | アルゼンチン | ファクンド・ファリアス          |
| 36  | DF   | アルゼンチン | ジャン・ナルデージ              |
| 40  | DF   | アルゼンチン | ラファエル・デルガド            |
| 44  | GK   | アルゼンチン | ファクンド・マスエロ            |

監督
- アドリアン・マリーニ

## 歴代監督
- オンディーノ・ビエラ 1969
- エンソ・トロセーロ 1995-1997
- ホルヘ・フォサーティ 2001-2002
- アルフィオ・バシーレ 2004
- ヘラルド・マルティーノ 2004-2005
- ホセ・デル・ソラール 2005
- / フアン・アントニオ・ピッツィ 2005
- フリオ・セサル・トレサーニ 2006
- フリオ・セサル・ファルシオーニ 2006-2007
- レオナルド・アストラーダ 2007-2008
- アントニオ・モハメド (2008-2010)[11]
- フェルナンド・ガンボア (2010-2011)[12]
- マリオ・シアクア (2011-2012)[13]
- ロベルト・センシーニ (2012-2013)[14]
- ルベン・フォレステージョ (2013)[15][16]
- ディエゴ・オセージャ (2014)[17][18]
- レイナルド・メルロ (2014-2015)
- ハビエル・ロペス (2015)
- ダリオ・フランコ (2015-2016)
- リカルド・ヨハンセン (2016)
- パオロ・モンテーロ (2016)
- エドゥアルド・ドミンゲス (2017-2018)
- フリオ・コメサーニャ (2019)
- パブロ・ラバジェン (2019)
- ディエゴ・オセージャ (2020)
- エドゥアルド・ドミンゲス (2020-2021)
- フリオ・セサル・ファルシオーニ (2022)

## 歴代所属選手

### DF
- エンソ・トロセーロ 1972-1975
- ウーゴ・イバーラ 1995-1998
- デリオ・トレド 2002
- ダニエル・ディアス 2004-2005
- フアン・マヌエル・バルガス 2004-2006
- パブロ・セサル・アギラル 2008-2009
- ファクンド・サンチェス 2009-2011

### MF
- / イバン・モレノ・イ・ファビアネシ 2003-2005
- クリスティアン・レデスマ 2004
- セサル・ゴンサレス 2007-2008
- パブロ・ガルニエル 2008-2009
- ニコラス・トーレス 2008-2010
- ファクンド・ベルトグリオ 2009-2010

### FW
- ペドロ・パスクリ 1977-1980
- ホセ・サンド 1999-2000, 2006-2007
- クラウディオ・ビアージョ 2000-2001
- エステバン・フエルテス 1997-1999, 2000, 2003-2006, 2008-2012
- ヘルマン・デニス 2005-2006
- ダレイ・メナ 2009